# جون باتريك هوبكينز
جون باتريك هوبكينز (بالإنجليزية: John Patrick Hopkins)‏ هو سياسي أمريكي، ولد في 29 أكتوبر 1858 في بوفالو في الولايات المتحدة، وتوفي في 13 أكتوبر 1918 في شيكاغو في الولايات المتحدة بسبب إنفلونزا. حزبياً، نشط في الحزب الديمقراطي. وقد انتخب عمدة شيكاغو ‏.